# Cupa României 1936-1937
La Cupa României 1936-1937 è stata la quarta edizione della coppa nazionale, disputata tra il 20 marzo e il 20 giugno 1937 e conclusa con la vittoria del Rapid Bucarest, già vincitore dell'edizione 1934-35 quando si chiamava CFR ed è il primo di sei successi consecutivi.

## Quslificazioni
Coinvolsero i club non di Divizia A.

## Sedicesimi di finale
Gli incontri si sono disputati il 20 marzo e il 21 marzo 1937.
| Squadra 1                   | Risultato | Squadra 2                      |
| --------------------------- | --------- | ------------------------------ |
| Sportul Studentesc Bucarest | 4 - 1 dts | Telefon Club București         |
| Rapid Bucarest              | 3 - 1     | CAO Oradea                     |
| Venus București             | 2 - 1     | Chinezul Timișoara             |
| Phoenix Baia-Mare           | 1 - 2 dts | Juventus București             |
| ACFR Brașov                 | 1 - 3     | Unirea Tricolor București      |
| Franco Româna Brăila        | 3 - 4 dts | CAM Timișoara                  |
| Jahn Cernăuți               | 2 - 1     | Textila MV Iași                |
| Sporting Chișinău           | 1 - 0     | Industria Sârmei Câmpia Turzii |
| Victoria Constanța          | 3 - 0     | Macabi București               |
| Craiu Iovan Craiova         | 0 - 2     | Victoria Cluj                  |
| Vulturii Textila Lugoj      | 4 - 0     | Mureșul Târgu-Mureș            |
| Crișana Oradea              | 2 - 1     | AMEF Arad                      |
| Stăruința Oradea            | 0 - 2     | Jiul Petroșani                 |
| Tricolor CFPV Ploiești      | 1 - 2     | Universitatea Cluj             |
| Ripensia Timișoara          | 2 - 1 dts | Olympia CFR Satu-Mare          |
| SG Sibiu                    | 0 - 2     | Gloria Arad                    |

## Ottavi di finale
Gli incontri si sono disputati il 25 aprile 1937.
| Squadra 1                   | Risultato | Squadra 2              |
| --------------------------- | --------- | ---------------------- |
| Gloria Arad                 | 1 - 2     | Jiul Petroșani         |
| Unirea Tricolor București   | 0 - 1     | Ripensia Timișoara     |
| Rapid Bucarest              | 7 - 3     | Jahn Cernăuți          |
| Sportul Studentesc Bucarest | 1 - 2     | Vulturii Textila Lugoj |
| Sporting Chișinău           | 1 - 3     | Venus București        |
| Universitatea Cluj          | 4 - 1 dts | Victoria Constanța     |
| Victoria Cluj               | 3 - 2 dts | Crișana Oradea         |
| CAM Timișoara               | 0 - 1     | Juventus București     |

## Quarti di finale
Gli incontri si sono disputati il 9 maggio 1937.
| Squadra 1          | Risultato | Squadra 2              |
| ------------------ | --------- | ---------------------- |
| Juventus București | 4 - 0     | Vulturii Textila Lugoj |
| Venus București    | 4 - 1 dts | Jiul Petroșani         |
| Victoria Cluj      | 2 - 3     | Rapid Bucarest         |
| Ripensia Timișoara | 1 - 0     | Universitatea Cluj     |

## Semifinali
Gli incontri si sono disputati il 30 maggio 1937.
| Squadra 1          | Risultato | Squadra 2          |
| ------------------ | --------- | ------------------ |
| Ripensia Timișoara | 5 - 2     | Juventus București |
| Rapid Bucarest     | 5 - 1     | Venus București    |

## Finale
La finale venne disputata il 20 giugno a Bucarest.
| Arbitro: | Denis Xifando (Bucarest) |

|                                                                 |           |                  |
| Ștefan Auer 4’ Ioachim Moldoveanu 69’ 75’ Iuliu Baratky 72’ 86’ | Marcatori | 40’ Ștefan Dobay |